# Havana (Texas)
Havana è un census-designated place degli Stati Uniti d'America situato nella contea di Hidalgo dello Stato del Texas.
La popolazione era di 407 persone al censimento del 2010. Fa parte dell'area metropolitana di McAllen–Edinburg–Mission e Reynosa–McAllen.

## Geografia fisica
Havana è situata a 26°15′01″N 98°30′22″W (26.250269, -98.506181).
Secondo lo United States Census Bureau, ha un'area totale di 0,8 miglia quadrate (2,1 km²).

## Società

### Evoluzione demografica
Secondo il censimento del 2000, c'erano 452 persone, 108 nuclei familiari e 100 famiglie residenti nella città. La densità di popolazione era di 551.3, per miglio quadrato (212,8/km²). C'erano 125 unità abitative a una densità media di 152,5 per miglio quadrato (58,9/km²). La composizione etnica della città era formata dal 57,30% di bianchi, lo 0,66% di nativi americani, il 41,81% di altre razze, e lo 0,22% di due o più etnie. Ispanici o latinos di qualunque razza erano il 98,67% della popolazione.
C'erano 108 nuclei familiari dei quali il 58,3% aveva figli di età inferiore ai 18 anni, il 71,3% aveva coppie sposate conviventi, il 15,7% aveva un capofamiglia femmina senza marito, e il 7,4% erano non-famiglie. Il 5,6% di tutti i nuclei familiari erano individuali e il 3,7% aveva componenti con un'età di 65 anni o più che vivevano da soli. Il numero di componenti medio di un nucleo familiare era di 4,19 e quello di una famiglia era di 4,26.
33.6% della popolazione aveva meno di 18 anni, il 13,1% di persone dai 18 ai 24 anni, il 29,6% di persone dai 25 ai 44 anni, il 15,3% di persone dai 45 ai 64 anni, e l'8,4% di persone di 65 anni o più. L'età media era di 27 anni. Per ogni 100 femmine c'erano 98,2 maschi. Per ogni 100 femmine dai 18 anni in giù, c'erano 98,7 maschi.
Il reddito medio per nucleo familiare era di 21.346 dollari e il reddito medio per famiglia era di 21.346 dollari. I maschi avevano un reddito medio di 11.384 dollari compard with 0 dollari per le femmine. Il reddito pro capite era di 5.345 dollari. Circa il 39,4% delle famiglie e il 35,8% della popolazione erano sotto la soglia di povertà, incluso il 43,3% di persone sotto i 18 anni e il 59,5% di persone di 65 anni o più.